# Talp daurat hotentot
El talp daurat hotentot (Amblysomus hottentotus) és una espècie de talp daurat originària de Sud-àfrica, Eswatini i possiblement Lesotho. Els seus hàbitats naturals són els boscos temperats, boscos secs tropicals o subtropicals, boscos humits de terres baixes tropicals o subtropicals, sabanes seques, sabanes humides, zones arbustoses seques tropicals o subtropicals, vegetació arbustosa de tipus mediterrani, zones herboses temperades, zones herboses de terres baixes tropicals o subtropicals, zones herboses de terres altes tropicals o subtropicals, costes sorrenques, terres arables, pastures, plantacions, jardins rurals, àrees urbanes i vegetació introduïda.
N'hi ha diverses subespècies, incloent-hi el talp daurat Zulu (Amblysomus hottentotus iris).